# Anne Westerduin (België)
Anne Westerduin (Oostende, 19 september 1945) is een Belgische illustrator van kinderboeken.

## Leven en werk
Westerduin komt uit een artistieke familie. Als kind was ze al dol op tekenen. Na het verplichte schoolpatroon volgde ze regentaat plastische kunsten in Brugge. Lesgeven was niet meteen haar toekomstdroom, dus werkte ze een tijdje als etalagiste. Nadat ze ook de reclamewereld en het schildersmilieu uitgeprobeerd had, besloot ze om boeken te illustreren. Tot hiertoe heeft ze er al meer dan 120 boeken geïllustreerd, voor verschillende uitgeverijen in Vlaanderen en Nederland. Een aantal door haar geïllustreerde boeken verschenen ook in het buitenland. Daarnaast maakt ze ook prenten voor educatieve tijdschriften, In 1996 mocht ze de Boekenpauw in ontvangst nemen voor haar illustraties in Een koekje voor Blekkie (Clavis).

## Bekroningen
- 1996: Boekenpauw voor Een koekje voor Blekkie
- 1996: Kinder- en Jeugdjury Vlaanderen (KJV) voor Julie en Mattias

- Gemeinsame Normdatei: 123952433
- International Standard Name Identifier: 0000 0000 4415 1899
- Library of Congress Control Number: n97005404
- Nationale Bibliotheek van Tsjechië: pna20181008514
- Nederlandse Thesaurus van Auteursnamen: 073185086
- Système universitaire de documentation: 057521190
- Virtual International Authority File: 52610335
- WorldCat: E39PBJwHdRBdc9p6qDQTYY4Qbd